# 河坊街

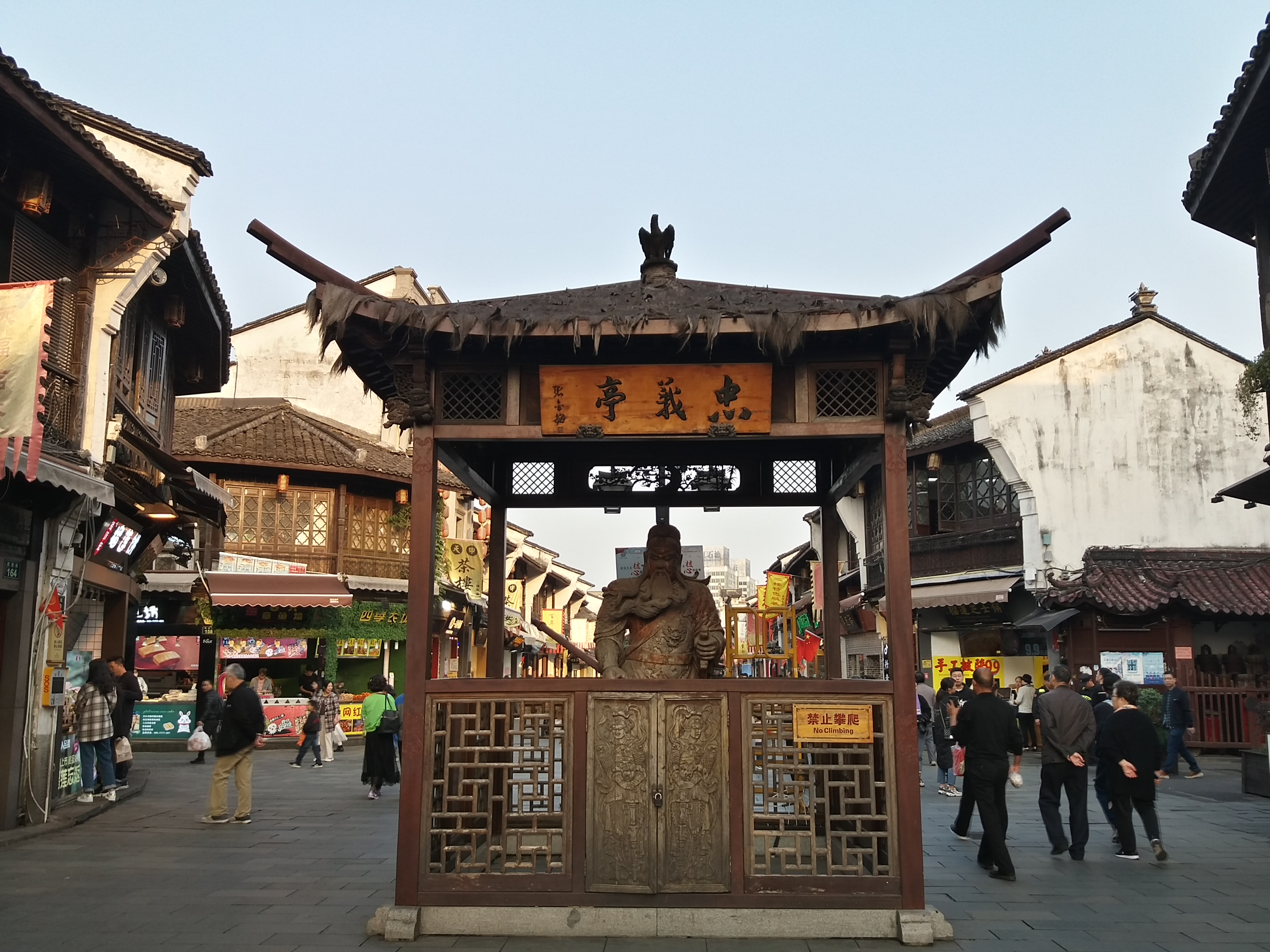
河坊街

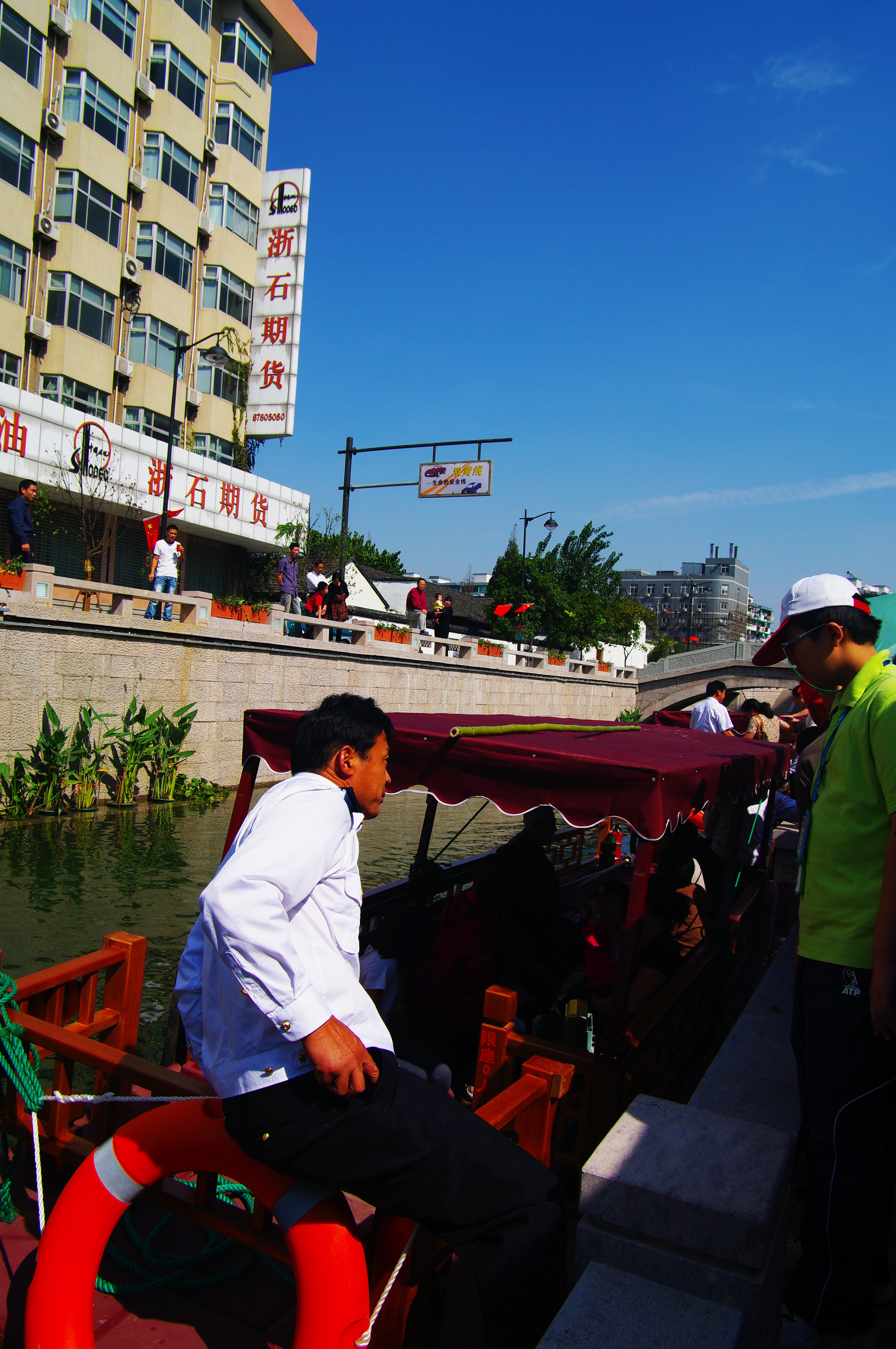
水上巴士河坊街码头

河坊街位于杭州市上城区，东起江城路，西达南山路柳浪闻莺。特色街区部分位于中河中路至延安南路段。位于吴山脚下，与中山中路（南宋时期的御街）并称为四拐角。即从宋时至民国初期杭州的最重要的商业区。河坊街穿過的清河坊歷史街區现为国家AAAA级风景旅游区。
这里特色小吃、古玩字画、商铺云集。老字号、各类店铺约有一百余家，可作为杭州的历史缩影。清朝民族资本家胡雪岩创立的胡庆余堂（现亦为中医药博物馆）便位于这条街的一侧。

## 著名商铺
- 胡慶餘堂
- 张小泉剪刀
- 万隆火腿
- 方回春堂

## 外部連結
- 閱讀杭州-杭州市旅遊官方網站 （页面存档备份，存于）